# Eugenio Maccagnani
Eugenio Maccagnani (Lecce, 4 de abril de 1852 – Roma, 19 de marzo de 1930) fue un escultor italiano.

## Biografía
Hijo de Rosa Grassi y Mattia Maccagnani; ha sido un renombrado escultor de fines del Ochocientos. Desde muy joven trabajó en el taller de su tío Antonio Maccagnani, célebre por sus esculturas en cartapesta, donde hizo sus primeras experiencias en el modelado sobre figuras religiosas mientras estudiaba dibujo con otro tío, el pintor Giovanni Grassi. Realizó así los retratos del padre al óleo y algunos bajo relieves de personajes célebres o de tema mitológico. En 1869 presentó una copia en terracota del grupo Ratto de Polissena de Pio Fedi, con que obtuvo un subsidio de la Junta provincial de Terra d´Otranto. El dinero de este subsidio le permitió estudiar en Roma durante seis años. En 1871 se trasladó a la capital italiana donde frecuentó la Academia de San Luca y el estudio del escultor Ercole Rosa.
Obtuvo varios reconocimientos académicos, realizó numerosos bustos (Manzoni, Vittorio Emanuele II, Garibaldi) mientras trabajaba como modelando bocetos junto a otros reconocidos escultores. En el 1877 ganó un concurso con la escultura en yeso Spartaco, en el 1878 participó en la Exposición Universal de París y al año siguiente se consagró en Turín en la Exposición nacional con el busto de mármol Aspasia,  el enorme grupo en yeso Combate del Mirmillone col Reziario, y con el Árabe sobre un camello,  pequeño bronce con el cual empezó un género de producción de particular éxito. Participó del proyecto para el monumento conmemorativo de Vittorio Emanuele en Roma (el Vittoriano), en la cual colaboró con Giuseppe Sacconi. También fue autor de la Baccante, de la Pompeiana, de San Tommaso en la Basílica Ostiense, del Hambre en el Palacio de Justicia de Roma, de los monumentos a Giuseppe Garibaldi de Buenos Aires (en plaza Italia) y de Brescia (en plaza Garibaldi), de Federico Seismit-Doda en Roma (en plaza Cairoli).